# Musik i James Bond-filmerna

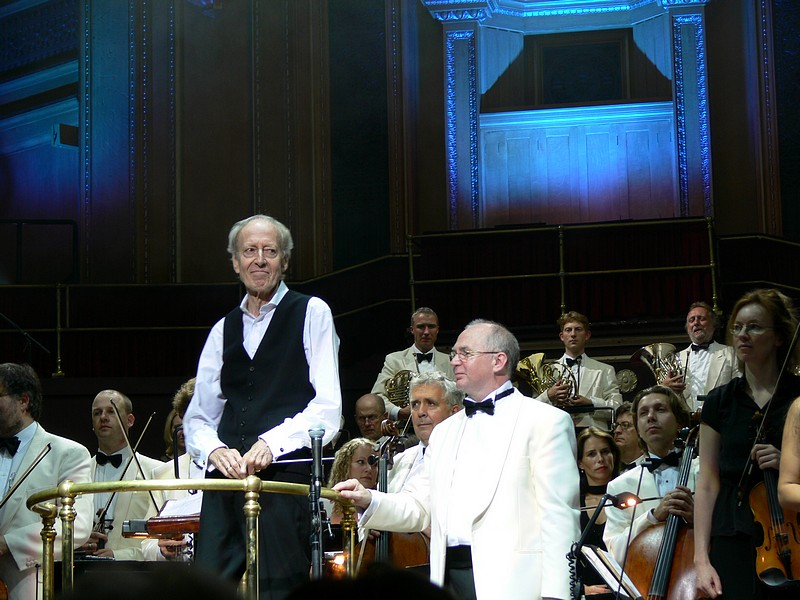
John Barry är den mest kända Bondkompositören

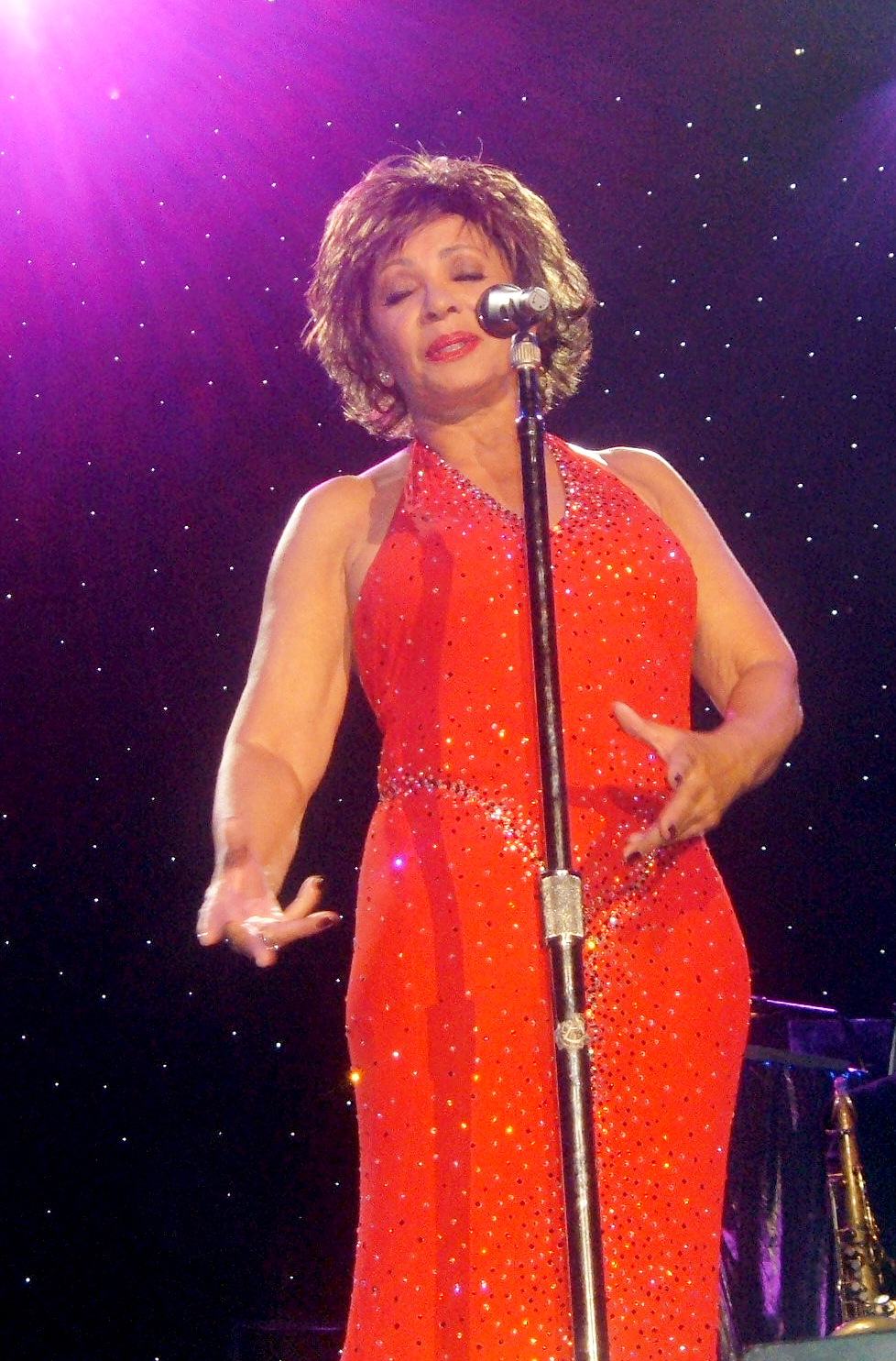
Shirley Bassey har sjungit ledmotivet till tre Bondfilmer.

Musiken i James Bond-filmerna har både utgjorts av återkommande teman som "The James Bond Theme" skriven av Monty Norman och musik skriven för specifika filmer. En del av musiken har blivit känd utanför filmkontexten, bland annat Paul McCartneys Live and Let Die.

## The James Bond Theme
"The James Bond Theme" är huvudtemat i filmerna om James Bond ända sedan Agent 007 med rätt att döda. Trots att två domar har fastslagit att låten skrevs av Monty Norman har kompositören John Barry vittnat flera gånger om att det egentligen var han som låg bakom den. Dock är det ingen som har nekat till att det var Barry som orkestrerade den inför Agent 007 med rätt att döda.
Norman beskriver den distinkta rytmen i de första takterna som "Dum de-de-dum-dum, dum dum dum, dum de-de dum dum, dum dum dum", och påstår att han blev inspirerad av sången "Good Sign Bad Sign" som sjöngs av några indiska rollfigurer i musikalen A House For Mr Biswas, som han själv skrivit baserad på en roman av V.S. Naipaul och som utspelar sig i Trinidad. Han framför sången i dokumentären Inside Dr. No (som finns på DVD-versionen av Agent 007 med rätt att döda), och melodin är identisk med det som blev James Bond-temat.
Det gitarriff som hörs i originalinspelningen spelades av Vic Flick, som senare skulle spela gitarr på originalversionen av temat till TV-serien The Prisoner.
Många andra har senare orkestrerat om temat, bl.a. Ken Thorne inför The Beatles film Hjälp!, Eric Serra inför Goldeneye, Moby inför Tomorrow Never Dies, och Paul Oakenfold inför Die Another Day.
På filmmusikalbumet Dr No finns ett andra stycke som heter "The James Bond theme" av Monty Norman. Det skrevs innan det mer berömda verket, och är en bluesmelodi. Dessutom finns den i en snabbare version, "Twisting with James", som antagligen är den mest berömda av de Bond-låtar som aldrig använts i en Bond-film.

## 007
"007" (ibland kallat "The 007 Theme") är ett äventyrstema som John Barry skrev inför Agent 007 ser rött. Det bygger på en tung basgång med brass och stråkar, och förekommer i:
- Agent 007 ser rött
- Åskbollen
- Man lever bara två gånger
- Diamantfeber
- Moonraker

## Kompositörer
Förutom "The James Bond theme", bygger mycket av Bond-musikens framgångar på John Barry. Sammanlagt skrev han musiken till elva Bond-filmer (och hjälpte till på Agent 007 med rätt att döda), skapade 007-temat, och skrev det populära temat till I hennes majestäts hemliga tjänst (som senast användes i trailern för den tecknade filmen Superhjältarna).
Andra stora bidragande kompositörer och producenter är George Martin, Bill Conti, Michael Kamen, Marvin Hamlisch, Eric Serra, Michel Legrand, David Arnold, Thomas Newman och Hans Zimmer.

## Förtextmusiken
Ett element i Bondfilmernas musik är titelsångerna med färgsprakande, surrealistiska grafiska effekter till förtexterna (signerade Maurice Binder 1962-89 och Daniel Kleinman från 1995). Vissa låtar har blivit verkligt stora, som "For Your Eyes Only" med Sheena Easton, som blev nominerad till en Oscar för Bästa Sång, medan Madonnas tema till "Die Another Day" nominerades till en Golden Raspberry Award för Värsta Originallåt 2002.
Trots att de flesta andra filmer har övergett förtext-sekvenserna, behåller Bondfilmerna detta signum.
Huvudtemat till Agent 007 med rätt att döda är "the James Bond Theme", men förtexterna innehåller också en bongo-låt utan titel, och slutar med en vokal calypso-version av barnvisan "Three Blind Mice" som heter "Kingston Calypso" och som introducerar miljön och upprepas då och då under filmen. På grund av detta är den filmen den enda som har två teman, även om vissa filmer har alternativa teman, såsom k.d. langs "Surrender" i Tomorrow Never Dies och den populära sången "We Have All The Time In The World" med Louis Armstrong i filmen I hennes majestäts hemliga tjänst.
| Film                                     | År   | Titel                                     | Framförd av                                         |
| ---------------------------------------- | ---- | ----------------------------------------- | --------------------------------------------------- |
| Agent 007 med rätt att döda              | 1962 | "The James Bond Theme" "Kingston Calypso" | Monty Norman, arrangerad av John Barry Monty Norman |
| Agent 007 ser rött                       | 1963 | "From Russia With Love"                   | Matt Munro *1)                                      |
| Goldfinger                               | 1964 | "Goldfinger"                              | Shirley Bassey                                      |
| Åskbollen                                | 1965 | "Thunderball"                             | Tom Jones *2)                                       |
| Man lever bara två gånger                | 1967 | "You Only Live Twice"                     | Nancy Sinatra *3)                                   |
| Casino Royale (inofficiell film)         | 1967 | "Casino Royale"                           | Herb Alpert and the Tijuana Brass *4)               |
| I hennes majestäts hemliga tjänst        | 1969 | "On Her Majesty's Secret Service"         | John Barry                                          |
| Diamantfeber                             | 1971 | "Diamonds Are Forever"                    | Shirley Bassey                                      |
| Leva och låta dö                         | 1973 | "Live and Let Die"                        | Wings                                               |
| Mannen med den gyllene pistolen          | 1974 | "The Man with the Golden Gun"             | Lulu                                                |
| Älskade spion                            | 1977 | "Nobody Does It Better"                   | Carly Simon                                         |
| Moonraker                                | 1979 | "Moonraker"                               | Shirley Bassey                                      |
| Ur dödlig synvinkel                      | 1981 | "For Your Eyes Only"                      | Sheena Easton                                       |
| Octopussy                                | 1983 | "All-Time High"                           | Rita Coolidge                                       |
| Never Say Never Again (inofficiell film) | 1983 | "Never Say Never Again"                   | Lani Hall                                           |
| Levande måltavla                         | 1985 | "A View to a Kill"                        | Duran Duran                                         |
| Iskallt uppdrag                          | 1987 | "The Living Daylights"                    | a-ha                                                |
| Tid för hämnd                            | 1989 | "Licence to Kill"                         | Gladys Knight                                       |
| GoldenEye                                | 1995 | "GoldenEye"                               | Tina Turner                                         |
| Tomorrow Never Dies                      | 1997 | "Tomorrow Never Dies"                     | Sheryl Crow                                         |
| Världen räcker inte till                 | 1999 | "The World Is Not Enough"                 | Garbage                                             |
| Die Another Day                          | 2002 | "Die Another Day"                         | Madonna                                             |
| Casino Royale                            | 2006 | "You Know My Name"                        | Chris Cornell                                       |
| Quantum of Solace                        | 2008 | "Another Way To Die"                      | Alicia Keys feat. Jack White                        |
| Skyfall                                  | 2012 | "Skyfall"                                 | Adele                                               |
| Spectre                                  | 2015 | "Writing's on the Wall"                   | Sam Smith                                           |
| No Time to Die                           | 2020 | "No Time To Die"                          | Billie Eilish                                       |

1) Matt Monros vokala version av "From Russia With Love" ses allmänt som det officiella temat, även om förtexterna har en instrumental version som också inkluderar "The James Bond Theme".

2) EON Productions tänkte egentligen ha en låt vid namn "Mr. Kiss Kiss Bang Bang" med Dionne Warwick som tema, men Albert 'Cubby' Broccoli insisterade på att temat måste innehålla filmens titel. Men "Mr. Kiss Kiss Bang Bang" är fortfarande en viktig ingrediens i filmens soundtrack.

3) Två olika versioner med den titeln finns, men versionen med Sinatra valdes. Den andra versionen gavs ut när James Bond fyllde 30 år som filmfigur, 1992.

4) Filmens sluttexter innehåller en vokal version av "Casino Royale" med en anonym sångare.

### Andra-teman
Många Bond-filmer har ett eller flera alternativa sånger på soundtracket. Ibland har de blivit berömda, som "We Have All the Time in the World", ibland har de länkats enbart till den film där de medverkar.
| Film                              | Titel                                                                            | År   | Framförd av                                |
| --------------------------------- | -------------------------------------------------------------------------------- | ---- | ------------------------------------------ |
| Agent 007 med rätt att döda       | "Jump Up" "Under the Mango Tree"                                                 | 1962 | Byron Lee and the Dragonaires Monty Norman |
| Casino Royale (inofficiell film)  | "The Look of Love"                                                               | 1967 | Dusty Springfield                          |
| I hennes majestäts hemliga tjänst | "We Have All the Time in the World" "Do You Know How Christmas Trees Are Grown?" | 1969 | Louis Armstrong Nina                       |
| Iskallt uppdrag                   | "Where Has Everybody Gone?" "If There Was a Man"                                 | 1987 | The Pretenders The Pretenders              |
| Tid för hämnd                     | "If You Asked Me To"                                                             | 1989 | Patti Labelle                              |
| GoldenEye                         | "The Experience of Love"                                                         | 1995 | Eric Serra                                 |
| Tomorrow Never Dies               | "Surrender" "James Bond Theme (Moby's re-version)"                               | 1997 | k.d. lang Moby                             |